# Harry Entwistle
Harry Entwistle (Chorley, 31 maggio 1940) è un presbitero cattolico britannico naturalizzato australiano, già vescovo della Chiesa anglicana cattolica in Australia, dal 15 giugno 2012 al 26 marzo 2019 primo ordinario di Nostra Signora della Croce del Sud.

## Biografia
Entwistle è nato a Chorley il 31 maggio 1940. Ha studiato teologia per l'ordinazione sacerdotale al St. Chad Theological College dell'Università di Durham.
Nel 1964 è stato ordinato presbitero per la diocesi di Blackburn della Chiesa d'Inghilterra. Dopo vari incarichi parrocchiali nel Lancashire è stato cappellano del carcere di Wandsworth dal 1981 al 1988. Nel 1988 si è trasferito in Australia e ha continuato ad occuparsi di parrocchie e pastorale carceraria nella diocesi di Perth della Chiesa anglicana d'Australia. Nel 2006 è entrato ufficialmente nella Chiesa anglicana cattolica in Australia, organizzazione facente parte della Comunione anglicana tradizionale. È poi stato vescovo della regione occidentale di quella chiesa dal 2006 al 2012.
Dopo la ricezione nella Chiesa cattolica romana e l'ordinazione a diacono, il 15 giugno 2012 è stato ordinato presbitero nella cattedrale dell'Immacolata Concezione di Perth. Lo stesso giorno papa Benedetto XVI lo ha nominato primo ordinario di Nostra Signora della Croce del Sud. Il 5 aprile 2013 è stato annunciato che Benedetto XVI prima della sua rinuncia al ministero petrino aveva nominato Entwistle monsignore con il titolo di protonotario apostolico.
Il 26 marzo 2019 papa Francesco ha accettato la sua rinuncia al governo pastorale dell'ordinariato per raggiunti limiti di età.